# Rhizotrochus
Rhizotrochus is een geslacht van neteldieren uit de klasse van de Anthozoa (bloemdieren).

## Soorten
- Rhizotrochus flabelliformis Cairns, 1989
- Rhizotrochus levidensis Gardiner, 1899
- Rhizotrochus tuberculatus (Tenison-Woods, 1879)
- Rhizotrochus typus Milne Edwards & Haime, 1848